# Весёлое (Тамбовская область)
Весёлое — село в Моршанском районе Тамбовской области России. 
Административный центр Весёловского сельсовета.

## География
Расположено на реке Каменка (приток Пячки), в 23 км к западу от центра города Моршанск, и в 84 км к северу от центра Тамбова.
К юго-западу находится село Александровка, к северо-востоку — село Новоалександровка.

## Население
| 2002 | 2010 |
| ---- | ---- |
| 437  | ↘289 |

Согласно результатам переписи 2002 года, в национальной структуре населения русские составляли 97 % от жителей.